# Videoton Football Club 2014-2015
Questa voce raccoglie le informazioni riguardanti il Videoton Football Club nelle competizioni ufficiali della stagione 2014-2015.

## Stagione
Nella stagione 2014-2015 il Videoton ha disputato la NB I, massima serie del campionato ungherese di calcio, terminando la stagione al primo posto con 71 punti conquistati in 30 giornate, frutto di 22 vittorie, 5 pareggi e 3 sconfitte, vincendo il campionato ungherese per la seconda volta nella sua storia. Grazie a questo successo si è qualificato per il secondo turno preliminare della UEFA Champions League 2015-2016. Nella Magyar Kupa il Videoton è sceso in campo sin dal primo turno, raggiungendo la finale dove è stato sconfitto dal Ferencváros. Nella Magyar labdarúgó-ligakupa il Videoton ha raggiunto i quarti di finale dove è stato eliminato dal Debrecen.

## Rosa
| N. |                        | Ruolo | Calciatore          |
| -- | ---------------------- | ----- | ------------------- |
| 1  | Spagna (bandiera)      | P     | Juan Calatayud      |
| 2  | Spagna (bandiera)      | D     | Álvaro Brachi       |
| 3  | Brasile (bandiera)     | D     | Paulo Vinícius      |
| 4  | Portogallo (bandiera)  | D     | Marco Caneira       |
| 4  | Paesi Bassi (bandiera) | D     | Kees Luijckx        |
| 5  | Ungheria (bandiera)    | D     | Tibor Heffler       |
| 6  | Ungheria (bandiera)    | D     | András Fejes        |
| 7  | Ungheria (bandiera)    | C     | Ádám Gyurcsó        |
| 8  | Ungheria (bandiera)    | C     | László Kleinheisler |
| 9  | Ungheria (bandiera)    | A     | Róbert Feczesin     |
| 10 | Ungheria (bandiera)    | C     | István Kovács       |
| 11 | Ungheria (bandiera)    | C     | György Sándor       |
| 12 | El Salvador (bandiera) | C     | Arturo Álvarez      |
| 14 | Marocco (bandiera)     | D     | Sofian Chakla       |

| N. |                               | Ruolo | Calciatore      |
| -- | ----------------------------- | ----- | --------------- |
| 16 | Portogallo (bandiera)         | C     | Filipe Oliveira |
| 17 | Ungheria (bandiera)           | A     | Nemanja Nikolić |
| 19 | Macedonia del Nord (bandiera) | A     | Mirko Ivanovski |
| 22 | Capo Verde (bandiera)         | D     | Stopira         |
| 23 | Ungheria (bandiera)           | D     | Roland Juhász   |
| 24 | Martinica (bandiera)          | D     | Rémi Maréval    |
| 25 | Ungheria (bandiera)           | C     | Zsolt Nagy      |
| 30 | Ungheria (bandiera)           | D     | Roland Szolnoki |
| 31 | Ungheria (bandiera)           | P     | Tamás Horváth   |
| 33 | Croazia (bandiera)            | C     | Dinko Trebotić  |
| 41 | Serbia (bandiera)             | P     | Filip Pajović   |
| 46 | Ungheria (bandiera)           | C     | Ádám Simon      |
| 64 | Ungheria (bandiera)           | C     | Gergő Kocsis    |
| 77 | Croazia (bandiera)            | C     | Marko Pajač     |

## Risultati

### Magyar Kupa

#### Finale
| Arbitro: | Zoltán Iványi |

|  |           |                                                   |
|  | Marcatori | 53’ Batik 60’ Varga 69’ Lamah 86’ (aut.) Szolnoki |

## Statistiche

### Statistiche di squadra
| Competizione              | Punti | In casa | In casa | In casa | In casa | In casa | In casa | In trasferta | In trasferta | In trasferta | In trasferta | In trasferta | In trasferta | Totale | Totale | Totale | Totale | Totale | Totale | DR  |
| Competizione              | Punti | G       | V       | N       | P       | Gf      | Gs      | G            | V            | N            | P            | Gf           | Gs           | G      | V      | N      | P      | Gf     | Gs     | DR  |
| ------------------------- | ----- | ------- | ------- | ------- | ------- | ------- | ------- | ------------ | ------------ | ------------ | ------------ | ------------ | ------------ | ------ | ------ | ------ | ------ | ------ | ------ | --- |
| NB I                      | 71    | 15      | 13      | 1       | 1       | 40      | 5       | 15           | 9            | 4            | 2            | 24           | 9            | 30     | 22     | 5      | 3      | 64     | 14     | +50 |
| Magyar Kupa               | -     | 3       | 3       | 0       | 0       | 5       | 2       | 5            | 5            | 0            | 0            | 24           | 2            | 9      | 8      | 0      | 1      | 29     | 8      | +21 |
| Magyar labdarúgó-ligakupa | -     | 5       | 4       | 0       | 1       | 15      | 5       | 5            | 2            | 1            | 2            | 10           | 7            | 10     | 6      | 1      | 3      | 25     | 12     | +13 |
| Totale                    | -     | 23      | 20      | 1       | 2       | 60      | 12      | 25           | 16           | 5            | 3            | 58           | 18           | 49     | 36     | 6      | 7      | 118    | 34     | +84 |